# Werfer-Länderkampf der Frauen 1986 BR Deutschland – Finnland / BR Deutschland – Kanada
| 5./6. Leichtathletik-Länderkampf mit bundesdeutscher Beteiligung 1986          | 5./6. Leichtathletik-Länderkampf mit bundesdeutscher Beteiligung 1986 |
| ------------------------------------------------------------------------------ | --------------------------------------------------------------------- |
|                                                                                |                                                                       |
| Werfer-Vergleich der Frauen: BR Deutschland – Finnland BR Deutschland – Kanada |                                                                       |
| Austragungsort                                                                 | Rehlingen-Siersburg                                                   |
| Wettbewerbe                                                                    | 3                                                                     |
| Datum                                                                          | 19. Mai                                                               |
| 1. FRG 2. FIN                                                                  | 19 Punkte 14 Punkte                                                   |
| 1. FRG 2. CAN                                                                  | 44 Punkte 19 Punkte                                                   |
| Chronik                                                                        |                                                                       |
| ← FRG A/B-FIN/FRG A/B-CAN 00Werfer (M)                                         | FRG-URS 10kampf (M) →                                                 |

Im fünften und sechsten Vergleich des Länderkampfjahres 1986 traten die bundesdeutschen Werferinnen wie ihre männlichen Kollegen am 19. Mai in Rehlingen gegen Finnland und in getrennter Wertung gegen Kanada und an. In den beiden Vorjahren war die Bundesrepublik in Werfer-Länderkämpfen zweimal siegreich gegen Finnland geblieben, hatte sich 1984 im Dreiländerkampf mit Finnland und Bulgarien den Bulgarinnen allerdings geschlagen geben müssen. Auf Kanada waren die bundesdeutschen Frauen erstmals im letzten Jahr gemeinsam mit Finnland getroffen. In dem Aufeinandertreffen mit Kanada hatte es einen bundesdeutschen Erfolg gegeben. Im Gegensatz zum Männervergleich war das bundesdeutsche Frauenteam hier in Rehlingen mit nur einer Mannschaft am Start, sodass hier nur zwei Länderkämpfe zustande kamen.

## Modus
Auf dem Programm standen die drei olympischen Frauenwettbewerbe aus dem Bereich Wurf/Stoß, Die Bundesrepublik und Kanada starteten in mit drei Teilnehmerinnen je Wettbewerb, die im Vergleich Deutschland gegen Kanada alle gewertet wurden. Finnland war durch zwei Wettkämpferinnen je Wettbewerb vertreten. Im Vergleich Deutschland gegen Finnland kamen diese beiden Teilnehmerinnen sowie die ersten beiden bundesdeutschen Vertreterinnen in die Wertung. Die Punkte wurden in den beiden Länderkämpfen unterschiedlich vergeben.

> BR Deutschland – Finnland: Platz 1: 5 Punkte / Pl. 2: 3 P / Pl. 3: 2 P / Pl. 4: 1 P

> BR Deutschland – Kanada: Platz 1: 6 Punkte / Pl. 2: 5 P / Pl. 3: 4 P / Pl. 4: 3 P / …

## Ergebnis
Im Vergleich mit Finnland gingen das Kugelstoßen und der Diskuswurf an die Bundesrepublik. Die Speerwurf-Wertung sicherte sich Finnland. Kanada war dagegen dem bundesdeutschen Team in allen Disziplinen unterlegen. So setzte sich die Bundesrepublik Deutschland auch in diesem Jahr in beiden Begegnungen wieder durch, gegen Finnland mit neunzehn zu vierzehn Punkten und gegen Kanada mit 44 zu neunzehn Punkten.

## Resultate

### Kugelstoßen
| Platz | Athletin          | Land | Weite (m) | Länderkampfwertung | Länderkampfwertung |
| ----- | ----------------- | ---- | --------- | ------------------ | ------------------ |
| 1     | Iris Plotzitzka   | FRG  | 18,58     | 1. FRG 2. FIN      | 8 P 3 P            |
| 2     | Stephanie Storp   | FIN  | 18,58     | 1. FRG 2. FIN      | 8 P 3 P            |
| 3     | Asta Hovi         | FRG  | 17,72     | 1. FRG 2. FIN      | 8 P 3 P            |
| 4     | Birgit Petsch     | FRG  | 16,60     | 1. FRG 2. FIN      | 8 P 3 P            |
| 5     | Melody Torcolacci | CAN  | 16,34     | 1. FRG 2. CAN      | 15 P 06 P          |
| 6     | Satu Sulkio       | FIN  | 15,86     | 1. FRG 2. CAN      | 15 P 06 P          |
| 7     | Rose-Marie Hauch  | CAN  | 15,80     | 1. FRG 2. CAN      | 15 P 06 P          |
| 8     | Suzan Pecht       | CAN  | 13,42     | 1. FRG 2. CAN      | 15 P 06 P          |

### Diskuswurf
| Platz | Athletin          | Land | Weite (m) | Länderkampfwertung | Länderkampfwertung |
| ----- | ----------------- | ---- | --------- | ------------------ | ------------------ |
| 1     | Dagmar Galler     | FRG  | 59,38     | 1. FRG 2. FIN      | 7 P 4 P            |
| 2     | Anne Kasakangas   | FIN  | 57,78     | 1. FRG 2. FIN      | 7 P 4 P            |
| 3     | Doris Gutewort    | FRG  | 56,84     | 1. FRG 2. FIN      | 7 P 4 P            |
| 4     | Ursula Kreutel    | FRG  | 56,54     | 1. FRG 2. FIN      | 7 P 4 P            |
| 5     | Satu Sulkio       | FIN  | 54,92     | 1. FRG 2. CAN      | 15 P 06 P          |
| 6     | Melody Torcolacci | CAN  | 52,18     | 1. FRG 2. CAN      | 15 P 06 P          |
| 7     | Rose-Marie Hauch  | CAN  | 43,70     | 1. FRG 2. CAN      | 15 P 06 P          |
| 8     | Suzan Pecht       | CAN  | 41,74     | 1. FRG 2. CAN      | 15 P 06 P          |

### Speerwurf
| Platz | Athletin         | Land | Weite (m) | Länderkampfwertung | Länderkampfwertung |
| ----- | ---------------- | ---- | --------- | ------------------ | ------------------ |
| 1     | Tiina Lillak     | FIN  | 62,06     | 1. FIN 2. FRG      | 7 P 4 P            |
| 2     | Manuela Alizadeh | FRG  | 61,96     | 1. FIN 2. FRG      | 7 P 4 P            |
| 3     | Helena Laine     | FIN  | 59,40     | 1. FIN 2. FRG      | 7 P 4 P            |
| 4     | Rita Knoll       | FRG  | 56,50     | 1. FIN 2. FRG      | 7 P 4 P            |
| 5     | Céline Chartrand | CAN  | 55,42     | 1. FRG 2. CAN      | 14 P 07 P          |
| 6     | Birgit Graune    | FRG  | 54,78     | 1. FRG 2. CAN      | 14 P 07 P          |
| 7     | Kristy Evans     | CAN  | 48,78     | 1. FRG 2. CAN      | 14 P 07 P          |
| 8     | Faye Roblin      | CAN  | 48,68     | 1. FRG 2. CAN      | 14 P 07 P          |